# Jean van Delen
Jean van Delen (en néerlandais : Jan van Delen, né à Bruxelles vers 1635 et mort à Bruxelles en 1703) est un sculpteur flamand qui est principalement connu pour ses sculptures d'église baroques, ses scènes allégoriques, ses monuments funéraires et ses portraits. Il était principalement actif à Bruxelles où il a popularisé le style baroque flamand en sculpture.

## Biographie

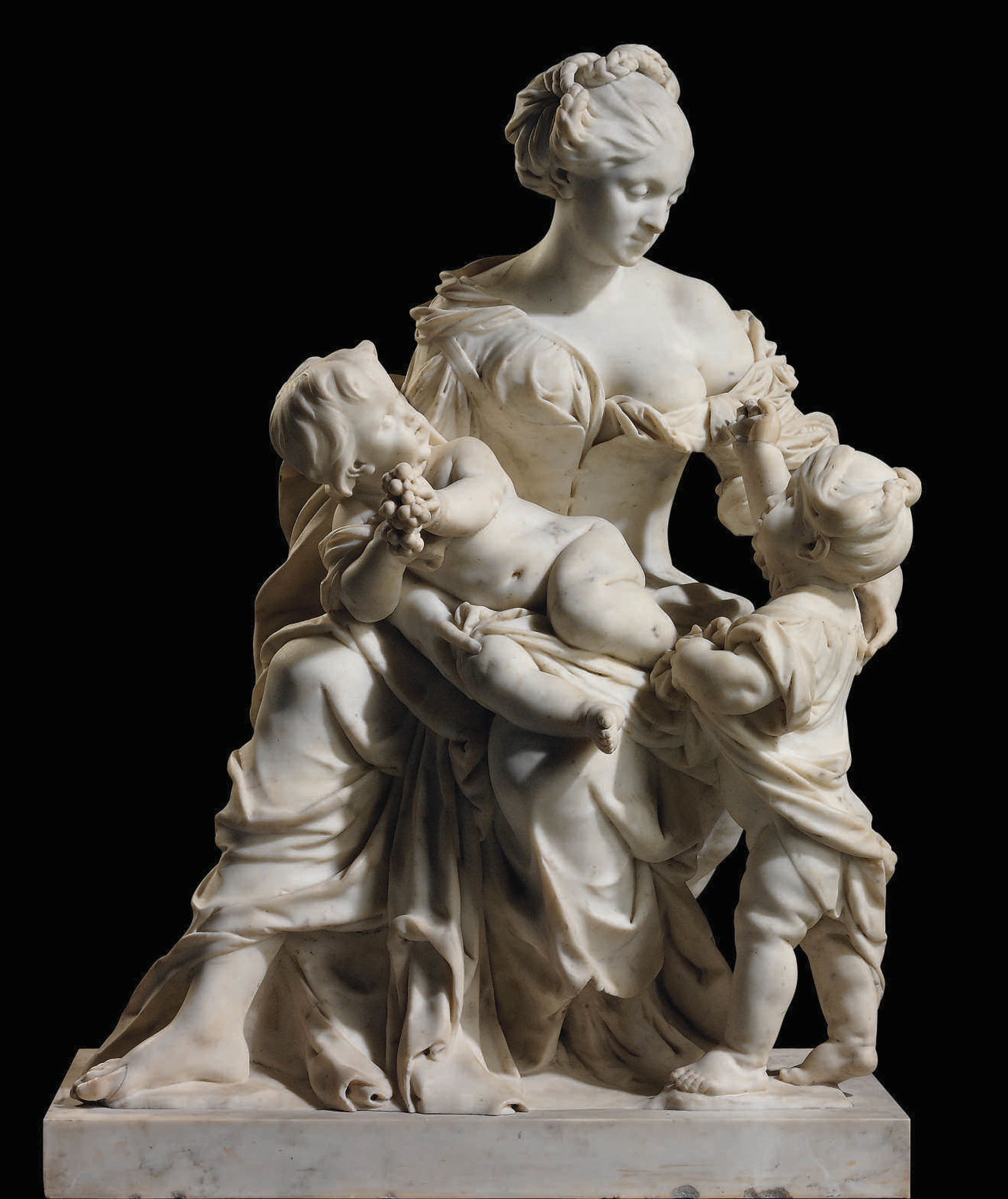
La Charité.

Sa biographie et ses œuvres ne sont jusqu'à présent qu'imparfaitement connues. Fils d'Hendrik van Delen (Henri van Delen en français), fauconnier à la Cour des Gouverneurs des Pays-Bas, il fut reçu gratuitement à la bourgeoisie de Bruxelles eu égard à son talent le 21 juin 1664 après avoir voyagé et avoir pratiqué son art de sculpteur à Bruxelles, en Hollande, en Allemagne et surtout en Italie. Il fut, la même année, reçu maître au Métier des Quatre-Couronnés de Bruxelles. Il reçut le titre de sculpteur de la Cour en 1675.
Les historiens de l'art ont spéculé dans le passé que van Delen était l'élève de Lucas Faydherbe, un sculpteur et architecte éminent de Malines qui avait été formé dans l'atelier de Rubens et avait également travaillé sur des commandes à Bruxelles. Aucun document n'existe qui prouve un tel apprentissage.
Van Delen collabora plus tard avec Faydherbe et c'est peut-être de cette manière qu'il se familiarisa avec le style baroque flamand popularisé par Rubens. Le 24 juin 1666, il épouse dans la cathédrale Saint-Rombaut de Malines Anna Barbara Faydherbe, la fille de Lucas Faydherbe. Le couple s'est établi dans la paroisse Saint-Géry de Bruxelles. 14 enfants sont nés, tous baptisés dans l'église paroissiale locale.
Il serait mort en 1703.

## Réalisations

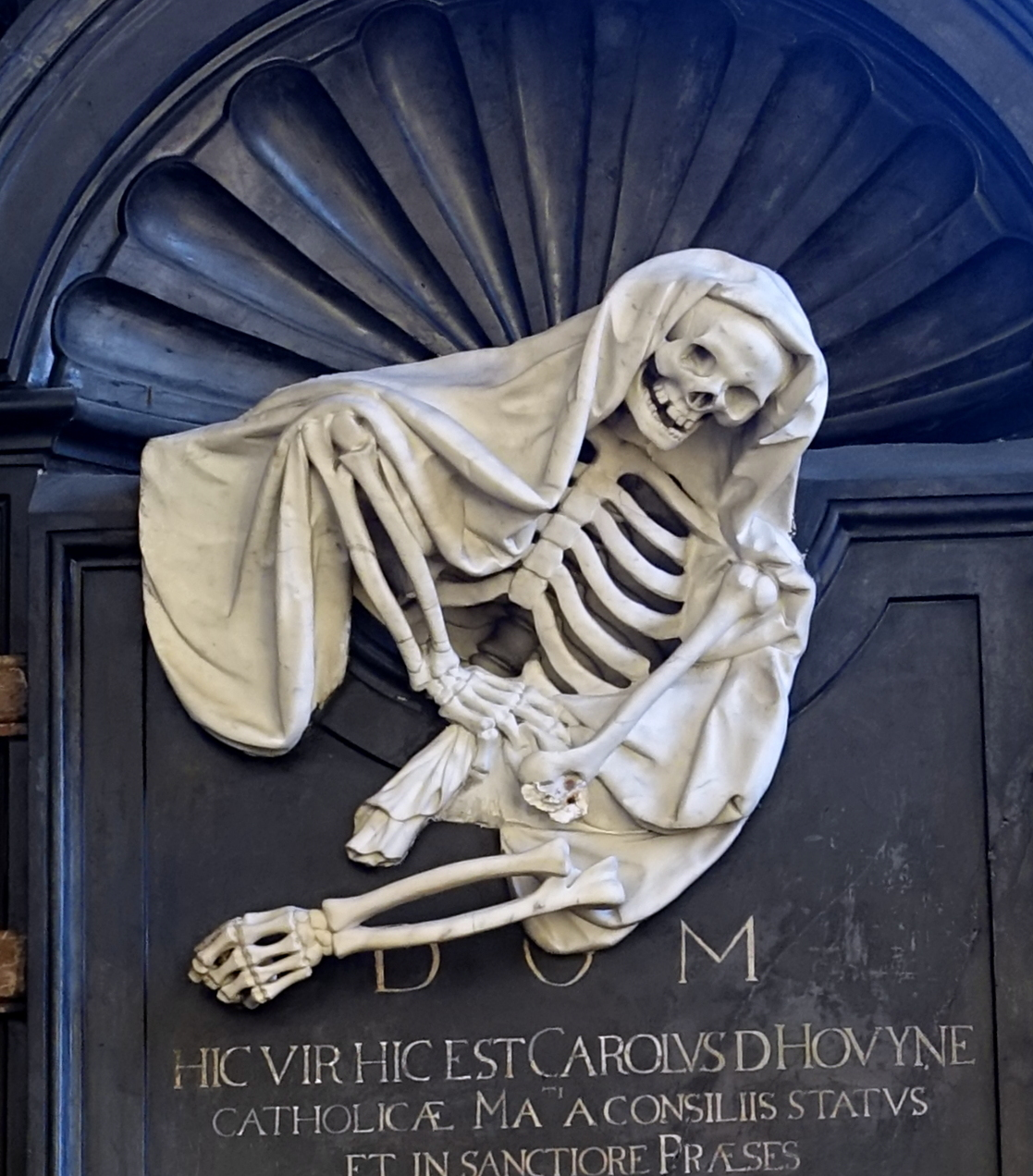
Mausolée de Charles d'Hovyne, église Notre-Dame de la Chapelle, Bruxelles.

Il a participé à la reconstruction de la « Maison du Renard » à la Grand-Place de Bruxelles. Sa contribution exacte ne peut plus être retracée.
Il a également réalisé le mausolée de la famille de Jacques d'Ennetières en la Collégiale de Sainte-Gudule et les statues de la Foi et de la Charité dans l'église du Sablon à la chapelle privée de Tour et Taxis.
Ainsi que le mausolée de Charles d'Hovyne, président du Conseil Privé, dans l'église Notre-Dame de la Chapelle à Bruxelles.